# Ойф, Валерий Александрович
Валерий Александрович Ойф (22 января 1964, Одесса) — российский предприниматель. Являлся вице-президентом ОАО «Сибнефть», входил в список богатейших бизнесменов России. Член Совета Федерации России от исполнительного органа государственной власти Омской области (2004—2008). Бывший владелец нидерландского футбольного клуба «Витесс».

## Биография
Родился 22 января 1964 года в Одессе.
Окончил Московский институт нефти и газа имени И. М. Губкина по специальности «Автоматизация и комплексная механизация химико-технологических процессов» в 1986 году.
В 1989—1991 годах вместе с однокурсниками Евгением Швидлером и Андрем Блохом являлся партнёром Романа Абрамовича в студенческом кооперативе «Уют», официальная деятельность которого заключалась в производстве игрушек из полимера.
В 1993 году стал инженером в компании «А. В.и Ко». Затем, с 1993 года по 1997 год являлся генеральным директором АОЗТ «Аэлита». С 1997 года по 1998 год в качестве директора департамента по экспорту нефти работал в НК «Роснефть». В 1998 году являлся начальником службы сбыта в компании «Юкси».
С 1998 года по 2004 год являлся вице-президентом ОАО «Сибнефть» по коммерческим вопросам, переработке и сбыту. В этот период Валерий Ойф входил в Совет директоров компаний «Сибнефть — Омский НПЗ», «Сибнефть» и «Московский НПЗ». Входил в список богатейших бизнесменов России по версии журнала Forbes, в 2005 года занял 36 место (0.78 млрд $), а в 2006 году — 52 место (0.93 млрд $).
В марте 2004 года стал представителем правительства Омской области в Совете Федерации России, где занимался сенаторской деятельностью до июня 2008 года. Входил в комитет по промышленной политике. Поддержал закон о введении монетизации льгот.
Затем, являлся генеральным директором ООО «Миллхаус», а 17 сентября 2008 года стал генеральный директор управляющей компании Highland Gold Mining Ltd «Руссдрагмет», которая занимается золотодобычей. В 2011 году стал совладельцем группы «ПРОДО», занимающейся мясным бизнесом. В 2016 году стал независимым директором в Highland Gold Mining Ltd. По состоянию на 2016 год являлся владельцем 4,4 % уставного капитала компании.
С 2016 года входил в наблюдательный совет нидерландского футбольного клуба «Витесс», владельцем которого являлся российский предприниматель Александр Чигиринский. В мае 2018 года стал владельцем «Витесса», выкупив 99 % акций.

## Награды
- Почётная грамота Совета Федерации (2008)[15]

## Личная жизнь
Женат, имеет сына.